# Machinedrum
Travis Stewart (4 maart 1982), beter bekend als Machinedrum, is een Amerikaanse elektronische muziekproducer. Ook is hij bekend onder de namen Syndrone en Tstewart. Tevens maakt hij deel uit van Sepalcure, samen met Samuel McPaike, en Jets, met Jimmy Edgar. Ten slotte maakt Stewart ook deel uit van Dream Continuum, samen met Jim Coles.

## Biografie
Travis Stewart is geboren op 4 maart 1982 in Eden, North-Carolina. In zijn kindertijd werd hij al vroeg blootgesteld aan verschillende muziekstijlen. Zijn opa speelde de pedal steel gitaar voor zijn country band en hij gaf Stewart zijn eerste gitaar. Zijn allereerste opnames waren in het huis van zijn opa gemaakt, rond zijn vijfde of zesde. Zijn ouders bezaten vele instrumenten en zijn singer-songwriter neef probeerde hem ook te inspireren tot nieuwe geluiden. In zijn middelbareschooljaren experimenteerde hij met polyritmes en speelde hij in zijn schoolband de djembe. Stewart speelde in twee lokale alternative bands, totdat hij uiteindelijk zich volledig op elektronische muziek ging richten. Met tweedehands computers begon hij deze muziek te maken, soms samen met anderen via het internet. Zijn Machinedrum pseudoniem begon hij te gebruiken tussen 1998 en 1999. Na zijn slagen van de middelbare school volgde hij de audio engineering studie aan de Full Sail University. In 2001 bracht hij op 19-jarige leeftijd zijn eerste plaat bij Merck Records.
Na zijn universitaire opleiding verhuisde Stewart naar New York, om zich daar aan te sluiten bij Normrex, en werkte daarbij samen met artiesten zoals onder andere Tiombe Lockhart, Theophilus London, Jesse Boykins III, Azealia Banks, en Mickey Factz. Voor Theophilus London, maakte Stewart de Jam Mixtape evenals de This Charming Mixtape. Voor Azealia Banks, produceerde hij onder andere de nummers Barbie Shit, L8R, en Fantasea. Tussen 2001–2010, heeft Stewart acht albums,  twintig remixes en verscheidene mixes, singles, en ep's uitgebracht.
Stewart heeft als artiest op verschillende podia concerten gegeven, zoals het Sydney Opera House, het Nokia Theater in New York, op het Sonar Music Festival '11 en '12 in Barcelona, en SXSW.
Stewart woont tegenwoordig in het Kreuzberg district van Berlijn.

## Discografie

### Platen
- Syndrone: Triskaideka—Merck (2000)
- Machinedrum: Now You Know—Merck (2001)
- Syndrone: Triskaideka EP—Merck (2001)
- Machinedrum: Half the Battle—Merck (2001)
- Machinedrum: Urban Biology—Merck (2002)
- Machinedrum: Half the Battle 2—Merck (2003)
- Machinedrum: Bidnezz—Merck (2004)
- Syndrone: Salmataxia—Merck (2004)
- Machinedrum: Half the Battle 3—(2004)
- Machinedrum: Mergerz & Acquisitionz—Merck (2006)
- Tstewart: Living Exponentially—Merck (2006)
- Machinedrum: Cached—The Inside (2006)
- Machinedrum: Want To 1 2?—Normrex (2009)
- Machinedrum: Late Night Operation—Normrex (2009)
- Machinedrum: Many Faces EP—LuckyMe (2010)
- Machinedrum: Let It EP—Innovative Leisure (2010)
- Sepalcure: Love Pressure—Hotflush (2010)
- Machinedrum: Sacred Frequency EP—Planet Mu (2011)
- Machinedrum: Alarma 12"—LuckyMe (2011)
- Machinedrum: Room(s)—Planet Mu (2011)
- Sepalcure: Fleur—Hotflush (2011)
- Machinedrum: Ecstasy Boom—Independent (2011)
- Sepalcure: Sepalcure—Hotflush (2011)
- Machinedrum: SXLND—LuckyMe (2012)
- Machinedrum: Nastyfuckk EP—The Index (2012)
- JETS: JETS—Leisure System (2012)
- Machinedrum: Eyesdontlie – Ninja Tune (2013)
- Machinedrum: Vapor City – Ninja Tune (2013)
- Machinedrum: Gunshotta Ave. – Ninja Tune (2013)
- Machinedrum: Fenris District – Ninja Tune (2014)
- Machinedrum: Vapor City Archives – Ninja Tune (2014)
- Sepalcure: Folding Time – Hotflush (2016)
- Machinedrum: Human Energy – Ninja Tune (2016)

### Remixes
- Jacques Greene – The Look (Machinedrum remix)
- New Villager – Rich Doors (Machinedrum remix)
- Grems feat. Foreign Beggars – Broabilly (Machinedrum remix)
- Salva – Keys Open Doors (Machinedrum remix)
- Sub Swara feat. Dead Prez – Speak My Language (Machinedrum remix)
- Johnny Cash – Belshazzar (Machinedrum remix)
- Solange – Sandcastle Disco (Machinedrum remix)
- Sound Tribe Sector 9 – Tokyo (Machinedrum remix)
- Edit – Certified Air Raid Material (Machinedrum remix)
- Lazer Sword – Gucci Sweatshirt (Neon Black mix)
- Mochipet – African Trampoline (Machinedrum mix)
- Bonobo – Eyesdown feat. Andreya Triana (Machinedrum remix)
- Scuba – M.A.R.S (Machinedrum Remix)
- Gang Colours – Fancy Restaurant (Machinedrum remix)
- Dominique Young Unique – Stupid Pretty (machinedrum remix)
- Son of Kick – Playing The Villain (Machinedrum remix)
- San Holo - Lost Lately (Machinedrum remix)

- International Standard Name Identifier: 0000 0003 7282 0043
- MusicBrainz: d1785218-d8f4-4a83-a33d-8cf737eef918
- Virtual International Authority File: 315082137